# Laryssa Khorolets
Laryssa Khorolets (en ukrainien : Лариса Іванівна Хоролець) née le 25 août 1948 à Kiev et morte le 12 avril 2022 est une femme politique, artiste et enseignante ukrainienne.

## Biographie
Elle est diplômée de l'Université nationale Karpenko-Kary.

### Carrière au cinéma
- 1957 : Guérilla étincelle d'Olesky  Maslioukov
- 1958 : Sachko de Evgeny Briontchougin[2]
- 1960 : Le sang humain n'est pas de l'eau de Mykola Makarenko
- 1961 : La mouette de Evgeny Briontchougin
- 1972 : Coucou avec un diplôme de Vadym Illenko et Ihor Samborskyi

### Carrière politique
Elle était ministre de la culture du gouvernement Fokine.